# 全国樺太連盟
一般社団法人全国樺太連盟（ぜんこくからふとれんめい）は、樺太からの引揚者とその子孫の相互扶助と日本の樺太統治時代を後世に伝承する活動を行なっていた法人である。元厚生労働省所管。

## 概要
- 1948年 - 樺太引揚者の擁護厚生と、相互扶助を目的として設立。
- 1949年9月15日 - 社団法人として厚生大臣より認可される。
- 2004年 - 樺太関係資料館を北海道庁旧本庁舎赤れんが庁舎内に設立。
- 2021年3月 - 高齢化で活動継続が困難のため、解散が発表された[1]。平均年齢は84歳を超え、引き揚げ者団体は10団体まで減少した。

## 活動内容
- 樺太の歴史を伝承し、そのPR活動
- 機関紙「樺連情報」の発行
- 樺太の現状に関する情報、資料の収集
- 樺太残留邦人の調査と援助
- 樺太墓参、樺太訪問旅行への支援
- 樺太開拓記念碑祭、新春賀詞交換等の諸行事の実施、各地慰霊祭への参加

などがある。

## 所在地
- 本部
  - 東京都港区麻布台3丁目1番2号 樺太会館6階
- 北海道支部連合会
  - 札幌市豊平区豊平5条2丁目5番12号 北海道樺太会館内